# Kościół Matki Bożej Wspomożenia Wiernych w Hucisku Jawornickim
Kościół Matki Bożej Wspomożenia Wiernych w Hucisku Jawornickim – drewniany, rzymskokatolicki kościół parafialny zlokalizowany w Hucisku Jawornickim w województwie podkarpackim (powiat przeworski).

## Historia

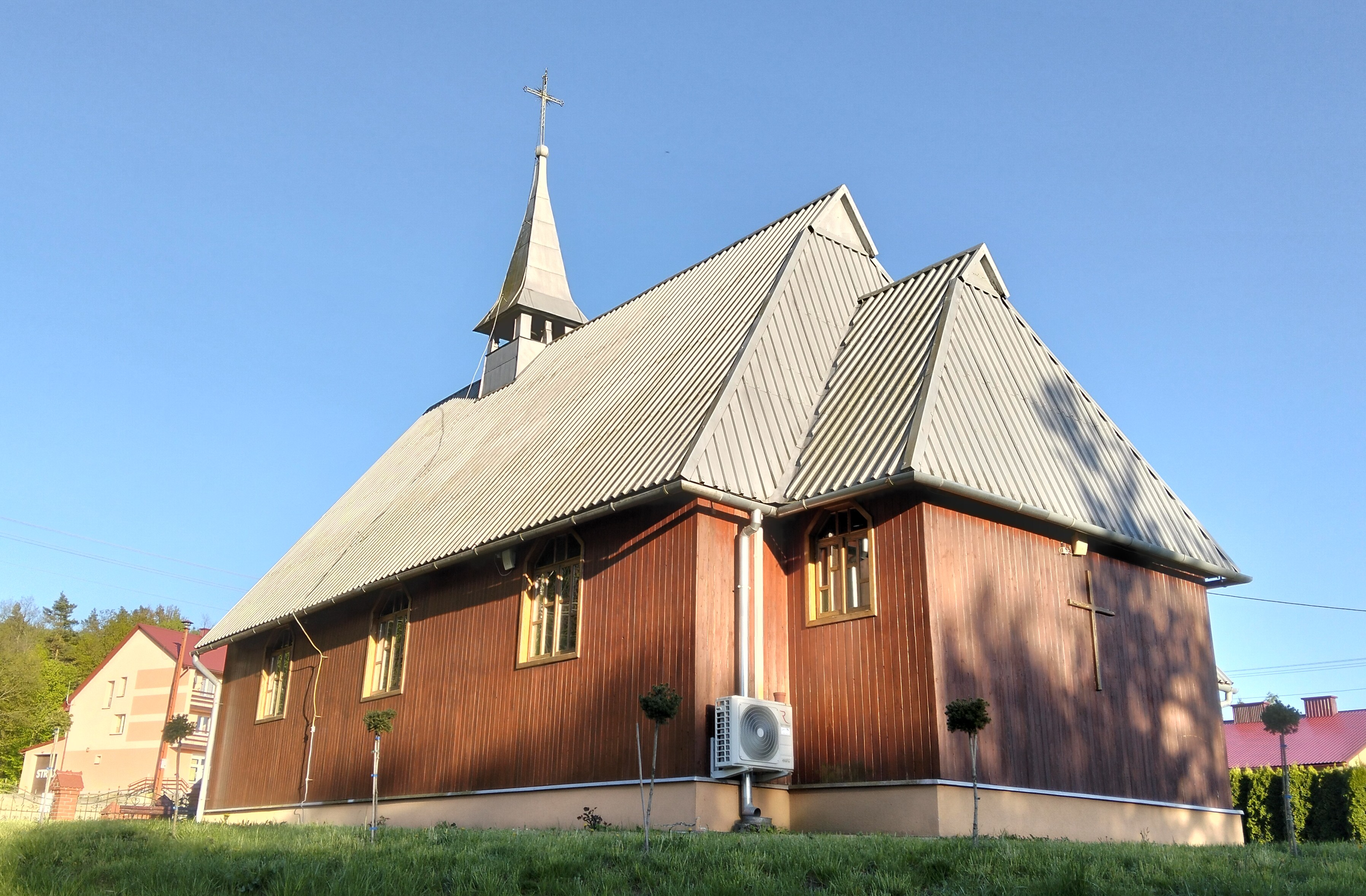
Widok od strony prezbiterium

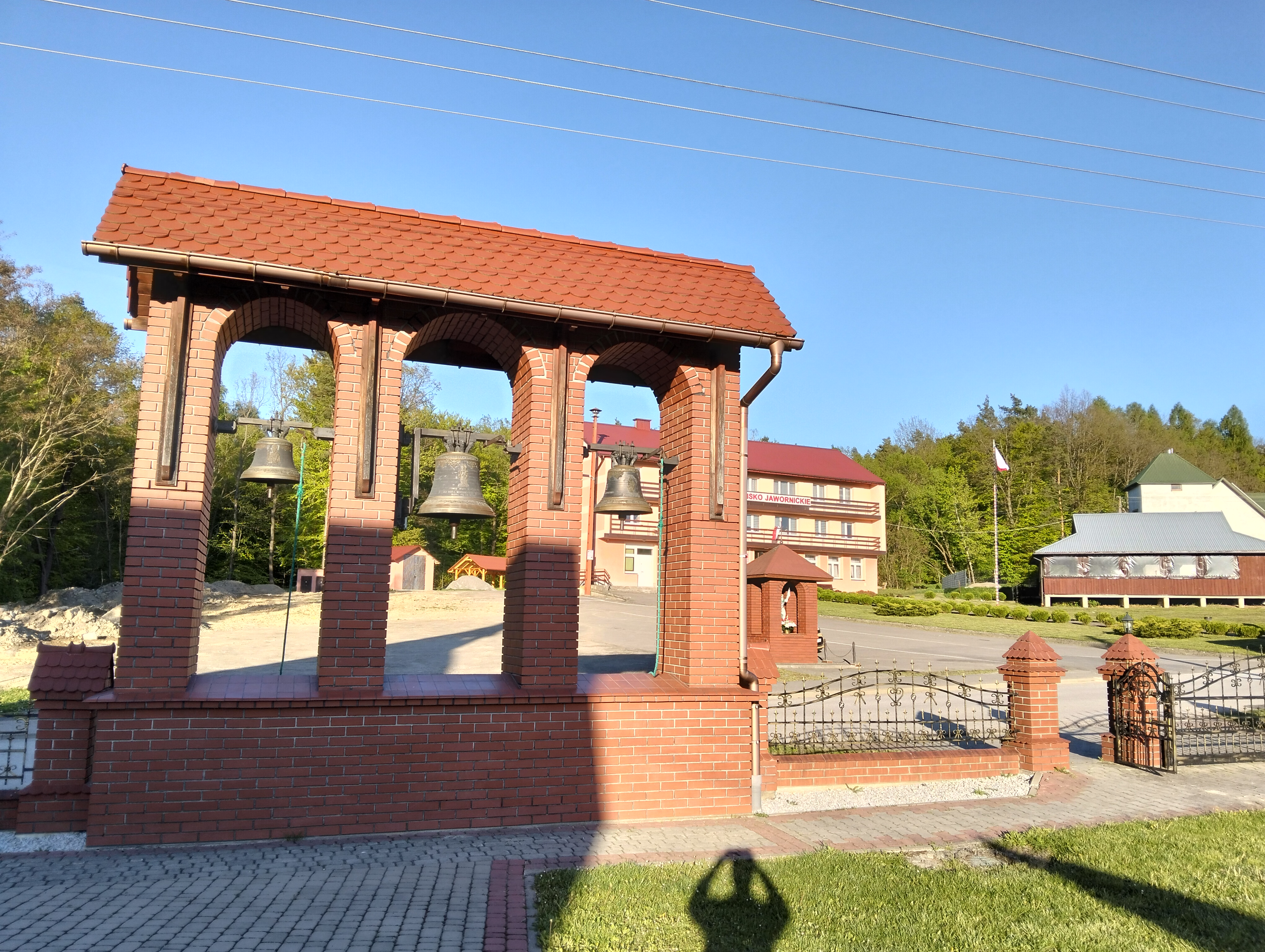
Dzwonnica parawanowa

W odległej przeszłości wierni ze wsi uczęszczali do kościoła w Jaworniku Polskim, co wiązało się z długim dojściem. Pierwszym miejscem kultu religijnego we wsi była kaplica ufundowana przez Janinę i Stanisława Niemczyckich, lokalnych ziemian. Wzniesiono ją w 1920. Z czasem obiekt stał się zbyt ciasny i nie mógł pomieścić chętnych, w związku z czym w 1956 powstał zamysł budowy świątyni bezpośrednio w miejscowości. Oficjalnie (dla władz komunistycznych) wnioskowano o budowę remizy strażackiej i taki właśnie budynek był formalnie wznoszony. Planów budowy nie było, a prace nadzorował proboszcz parafii w Drohobyczce, ksiądz Józef Mucha. Głównym wykonawcą był Jan Gwizdała z Huciska. Po zamontowaniu wieżyczki władze przejrzały zamiary mieszkańców i przystąpiły do egzekwowania kar administracyjnych. Wstrzymano też prace i zaplombowano obiekt.
W 1957 rozpoczęły się starania o pozyskanie zezwolenia na budowę kościoła. Władze ustąpiły pod naciskiem ludności i wydały pozwolenie. W 1958 prace budowlane zostały ukończone. Zamontowano wówczas ołtarz, ambonę i ławki. Kilka feretronów pozyskano ze starego kościoła w Dubiecku. 18 lipca 1958 świątynię poświęcił ksiądz Franciszek Misiąg. Była ona filią parafii w Jaworniku Polskim.

## Dom parafialny
Dom parafialny zbudowano jako dom prywatny Michała Mendyckiego, unikając konieczności uzyskania pozwolenia od władz. W wyniku donosu budowę zablokowano, jednak parafianie zerwali plomby i wymurowali obiekt. Milicja zniszczyła budynek i ukarała Mendyckich. Na spłatę kary złożyli się parafianie. Po dalszych negocjacjach uzyskano pozwolenie na budowę prywatnego domu księdza. W tym celu proboszcz zarejestrował się jako rolnik i wykupił działkę od Gromadzkiej Rady Narodowej w Hadlach Szklarskich. Notarialne przekazanie budynku wraz z działką na własność parafii miało miejsce w 1992 (parafia powstała we wsi w 1969).